# Acrolophus echinon
Acrolophus echinon är en fjärilsart som beskrevs av Druce 1901. Acrolophus echinon ingår i släktet Acrolophus och familjen Acrolophidae. Inga underarter finns listade i Catalogue of Life.